# Stallhofen, Zgornja Bela
Stallhofen je naselje v Občini Zgornja Bela v Okraju Špital ob Dravi  na Koroškem v Avstriji.